# Carnaval de Macapá
O Carnaval de Macapá ou Carnaval do Amapá, conhecido como Carnaval do Meio do Mundo.  é um evento cultural, realizado todos os anos em Macapá. 
O desfile das escolas de samba ocorre no sambódromo de Macapá. Dez escolas de Samba participam do evento, sendo 6 no Grupo Especial e 4 no Grupo de Acesso. Além disso, acontece também o desfile de blocos. sendo que em 2013, os desfiles seram unificados

## Ligas de carnaval

### LIESA
A Liga das Escolas de Samba do Amapá (LIESA) foi a principal associação que organizava o carnaval do Amapá. ao todo, pertenciam a ela, 10 escolas de samba, sendo 6 no Grupo Especial e 4 no Grupo de acesso. com problemas de irregularidades, onde impôs o impeachement de Orles Braga, onde revelou informações comprometedoras sobre desvios, por parte do conselho da liga. sendo Luiz Mota, o "Geleia". preseidindo interinamente a liga, até maio de 2013. quando passar a se ter um novo mandatáriio. mais Orles implentou uma ação pra voltar ao comando, fazendo com que o carnaval 2013, não se tenha desfile. o que gerou insatisfação de parte das agremiações, que decidiram recriar a LIESAP .

### LIESAP
Devido a problemas judiciais que fez com que a LIESA, passasse a ser carta fora do baralho na organização desses desfile. dirigentes se reuniam e criaram a Liga Independente das Escolas de Samba do Amapá (LIESAP) com o intuitode melhorar o Carnaval do Meio do Mundo. já criando novidades, como a Central do Carnaval, onde cada escola utilizará pra agarriar fundos. além da escolha da Musa do carnaval, envolvendo rainhas de baterias das agremiações filiadas.